# Maria Borucka-Arctowa
Maria Borucka-Arctowa (ur. 12 stycznia 1921 w Inowrocławiu, zm. 23 grudnia 2018 w Krakowie) – polska teoretyczka i socjolożka prawa, profesor nauk prawnych. Jej zainteresowania naukowe obejmowały kwestie świadomości prawnej i politycznej, polityki prawa i inżynierii społecznej oraz zagadnienia teoretyczno- i filozoficznoprawne.

## Życiorys
Jej ojciec był urzędnikiem państwowym. W 1922 rodzina przeniosła się do Wilna. W 1938, po ukończeniu gimnazjum im. A. Czartoryskiego, rozpoczęła studia na Uniwersytecie Stefana Batorego w Wilnie, przerwane wybuchem wojny. W trakcie II wojny światowej, organizowała tajne nauczanie i kontynuowała naukę, ukończoną uzyskaniem dyplomu w 1946 na Uniwersytecie Jagiellońskim.
W latach 1946–1950 uczestniczyła w Konwersatorium Naukoznawczym i pracowała w redakcji Życia Nauki. W 1947 została asystentem w Katedrze Teorii i Historii Filozofii Prawa na Wydziale Prawa Uniwersytetu Jagiellońskiego. Kierownikiem katedry był wówczas Jerzy Lande – uczeń i kontynuator myśli Leona Petrażyckiego. W 1950 obroniła rozprawę doktorską pod tytułem Zagadnienia funkcjonalizmu w teorii prawa.
W 1957 opublikowała pracę Prawo natury jako ideologia antyfeudalna. Na jej podstawie, w 1958 została kandydatem nauk, a w 1959 docentem w katedrze Teorii Państwa i Prawa Uniwersytetu Jagiellońskiego. W 1968 uzyskała profesurę Uniwersytetu Jagiellońskiego. Była pierwszą kobietą-profesor na wydziale prawa w Polsce. W 1978 otrzymała tytuł profesora zwyczajnego.
Była stypendystką British Council (1947–1948), Fundacji Forda (1958), Ecole des Hautes Etudes: en Sciences Sociales (1967 i 1982) i Fundacji Heinricha Hertza (1980).
Od 1970 kierowała Zespołem Badań nad Świadomością Prawną Społeczeństwa Polskiego w Instytucie Państwa i Prawa (przemianowanym później na Instytut Nauk Prawnych) PAN. Była prodziekan Wydziału Prawa i Administracji UJ i kierowniczką Zawodowego Studium Administracyjnego. Została też kierowniczką pierwszej w Polsce Katedry Socjologii Prawa na UJ, którą kierowała do 1991 W latach 1987–1990 była członkinią Rady Legislacyjnej.
Była członkinią Komitetu Badań Naukowych, Polskiego Towarzystwa Socjologicznego i  Polskiego Towarzystwa Nauk Politycznych. Wchodziła w skład komitetu redakcyjnego miesięcznika „Państwo i Prawo”.
Pochowana na cmentarzu wojskowym przy ul. Prandoty w Krakowie (kwatera XCII-2-5).

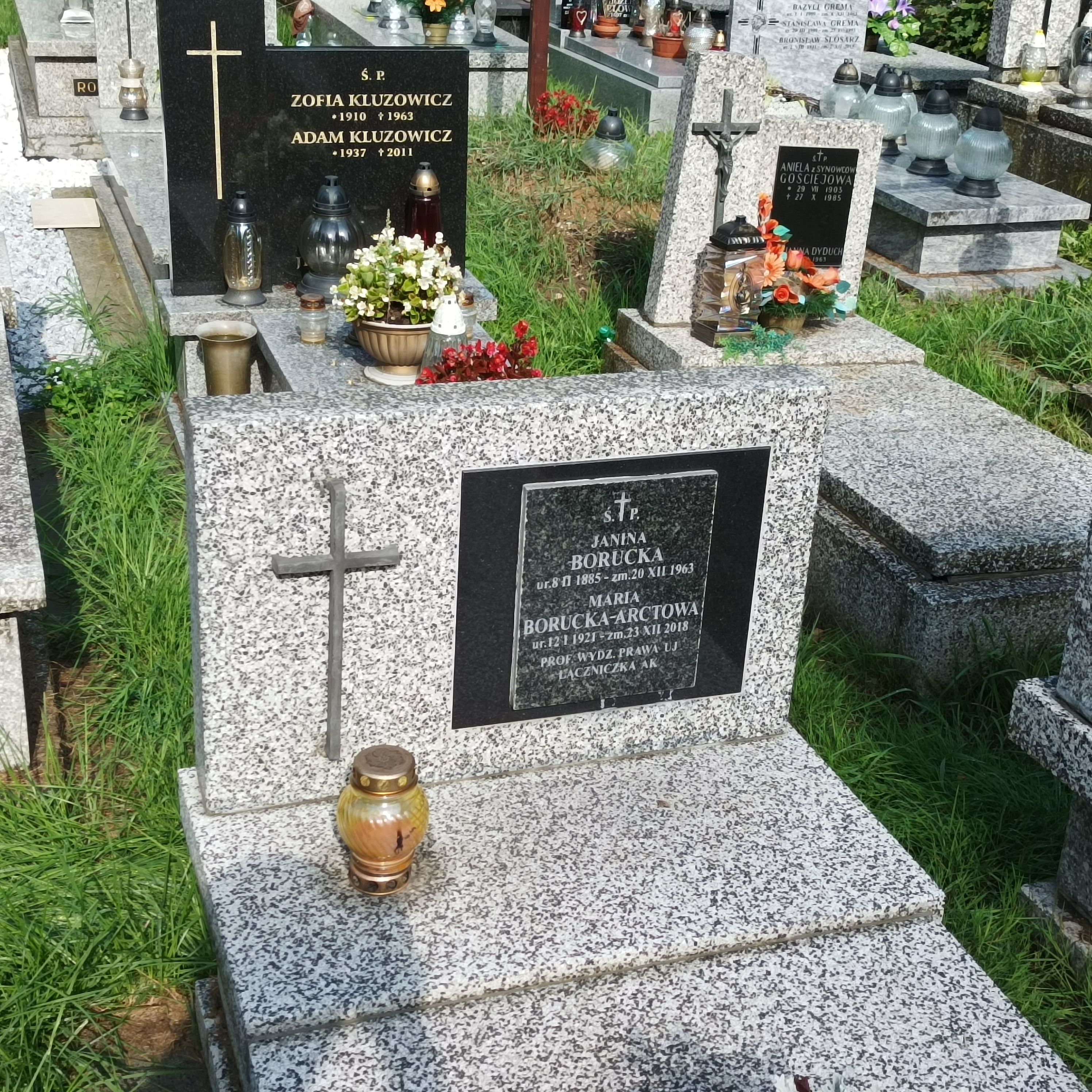
Grób prof. Marii Boruckiej-Arctowej na cmentarzu wojskowym przy ul. Prandoty w Krakowie

## Praca naukowa
Na początku kariery naukowej zajmowała się historią doktryn politycznych i prawnych. Z czasem zaczęła coraz bardziej interesować się socjologią prawa.
W Prawie natury jako ideologii antyfeudalnej (1957) wskazywała, w jaki sposób doktryny prawnonaturalne łączyły się z przemianami społecznymi w nowożytności, wspierając ruchy antyfeudalne.
Na jej socjologiczne zainteresowania wpłynęły w dużej mierze koncepcje Leona Petrażyckiego. Jej prace dotyczyły styku między psychologią (szczególnie psychologią społeczną), procesami społecznymi i prawem. Stąd też wypływają jej zainteresowania świadomością prawną, socjalizacją prawną, czy polityką prawa.
Prowadziła empiryczne badania nad prawem i kierowała realizacją licznych programów badawczych w tej dziedzinie. Obejmowały one problemy funkcjonowania prawa i instytucji publicznych, poglądy społeczeństwa polskiego na prawo i instytucje, badania nad socjalizacją prawną. Niektóre z projektów były prowadzone we współpracy z badaczami niemieckimi i francuskimi, i miały charakter porównawczy.
W powiązaniu z badaniami empirycznymi rozwinęła również znaczące koncepcje teoretyczne, m.in. typologię postaw wobec prawa i świadomości prawnej.

## Publikacje
Bibliografia obejmuje monografie i tomy redagowane:
- Prawo natury jako ideologia antyfeudalna; PWN, Warszawa 1957;
- Z zagadnień społecznego działania prawa, Uniwersytet Jagielloński, Kraków 1962;
- O społecznym działaniu prawa, PWN, Warszawa 1967;
- Wstęp do nauk o państwie i prawie, Uniwersytet Jagielloński Kraków 1968 (wraz z Aleksandrem Peczenikiem i Janem Woleńskim);
- Wstęp do nauk o państwie i prawie, Uniwersytet Jagielloński, Kraków 1970 (wraz z Janem Woleńskim);
- Wybór tekstów z socjologii i psychologii społecznej, Uniwersytet Jagielloński, Kraków 1971 (red. wraz z Markiem Waldenbergiem);
- Badania nad świadomością prawną robotników; Instytut Filozofii i Socjologii PAN, Warszawa 1974 (red.);
- Świadomość prawna robotników, Ossolineum, Wrocław 1974 (red.);
- Die gesellschaftliche Wirkung des Rechts, Duncker und Humblot, Berlin 1975;
- Poglądy społeczeństwa polskiego na stosowanie prawa, IFiS PAN; Warszawa 1977 (red.);
- Poglądy społeczeństwa polskiego na stosowanie prawa, Ossolineum, Wrocław 1978 (red.);
- Wybór tekstów z psychologii społecznej dla studentów wydziału prawa i administracji, Uniwersytet Jagielloński, Kraków 1978;
- Świadomość prawna a planowe zmiany społeczne, Ossolineum, Wrocław 1981;
- Społeczne poglądy na funkcje prawa, Ossolineum, Wrocław 1982 (red.);
- Skuteczność rozstrzygania sporów w postępowaniu cywilnym w praktyce i opinii stron, Ossolineum, Wrocław 1989 (red.);
- Społeczne poglądy o Naczelnym Sądzie Administracyjnym (red), PWN, Warszawa 1990;
- Typologia postaw wobec sądu w świetle badań empirycznych, Uniwersytet Jagielloński; Kraków 1990 (wraz z Janiną Czapską i Krystyną Daniel);
- Socjalizacja prawna, INP PAN, Warszawa 1993 (red. wraz z Chantall Kourilsky);
- Wstęp do prawoznawstwa, Kraków 1997 (wraz z Janem Woleńskim);
- Sądy w opinii społeczeństwa polskiego, Polpress, Warszawa 2003 (wraz z Krzysztofem Pałeckim).

## Ordery i odznaczenia
- Krzyż Komandorski Orderu Odrodzenia Polski (1996)[14]
- Krzyż Oficerski Orderu Odrodzenia Polski (1981)[14]
- Krzyż Kawalerski Orderu Odrodzenia Polski (1973)[14]
- Medal 10-lecia Polski Ludowej (15 stycznia 1955)[15]